# 안사이촌
안사이촌(安西村)은 미에현 아노군에 있던 촌이다. 현재의 쓰시의 북부, 안노강 중류 우안, 이세자동차도 게이노 나들목의 남서쪽 일대에 해당한다.

## 역사
- 1889년 4월 1일 - 정촌제 시행에 의해 아노군 아케아이촌이 성립하였다.
- 1956년 9월 30일 -우지이촌, 고우치촌・가와게군 무쿠모토촌, 아키라촌과 합병해 게이노정이 성립하여,  동일 안사이촌은 폐지되었다.

## 교통

### 도로
현재는 구촌 지역에 이세자동차도 게이노 나들목 부지의 일부가 있지만, 당시에는 미개통 상태였다.

## 참고문헌
- 가도카와 일본 지명 대사전 24 三重県